# Villefranche-de-Lonchat
Villefranche-de-Lonchat é uma comuna francesa na região administrativa da Nova Aquitânia, no departamento Dordonha. Estende-se por uma área de 15 km². Em 2010 a comuna tinha 990 habitantes (densidade: 66 hab./km²).